# Гармаш Костянтин Васильович
Костянтин Васильович Гармаш (1914 — 31 травня 1942) — під час часи оборони Севастополя в роки радянсько-німецької війни секретар комсомольської організації Севморзаводу, комсорг Спецкомбінату № 1, перший секретар Корабельного райкому комсомолу.

## Біографія
Народився в 1914 році. Перед початком радянсько-німецької війни працював у Севастополі майстром на заводі «Металіст». Обирався комсоргом цеху, секретарем комсомольського комітету заводу. В дні оборони Севастополя міський комітет партії направив К. Гармаша комсоргом на спецкомбінат № 1.
На початку 1942 року Гармаш став першим секретарем ВЛКСМ Корабельного райкому. 
| Надгробок        |
| анотаційна дошка |

Загинув на території Морського заводу 31 травня 1942 року під час нальоту ворожої авіації. Похований в Севастополі на кладовищі Комунарів.

## Пам'ять
У зв'язку з 30-річчям Перемоги у радянсько-німецькій війні 5 травня 1975 року частину вулиці Рози Люксембург в Севастополі була виділена в самостійну вулицю і названа ім'ям Костянтина Васильовича Гармаша. На будинку №60 по вулиці Героїв Севастополя на розі з вулицею Гармаша встановлено анотаційну дошку.